# Santa Maria delle Mole
Santa Maria delle Mole (confidenzialmente Santa Maria) è un centro abitato, frazione del comune di Marino, in provincia di Roma, nell'area dei Castelli Romani. Santa Maria è sede della II circoscrizione del comune di Marino, ed è la frazione più popolosa e vitale di questo comune. Posta sul tracciato della SS 7 via Appia e della linea ferroviaria Roma-Velletri, è un abitato di recente e progressiva urbanizzazione in continua crescita. Da notare l'accessibilità da tre varchi diversi lungo l'Appia e gli ottimi collegamenti con Roma.

## Geografia fisica

### Clima
| Mese                        | Gen   | Feb   | Mar   | Apr   | Mag   | Giu   | Lug   | Ago   | Set   | Ott   | Nov   | Dic   | Anno |
| --------------------------- | ----- | ----- | ----- | ----- | ----- | ----- | ----- | ----- | ----- | ----- | ----- | ----- | ---- |
| Temperatura max. media (°C) | 12    | -     | -     | -     | -     | 30    | -     | -     | -     | -     | -     | 4     | -    |
| Temperatura min. media (°C) | 5     | -     | -     | -     | -     | 20    | -     | -     | -     | -     | -     | 2     | -    |
| Piogge (mm)                 | -     | -     | -     | -     | -     | -     | -     | -     | -     | -     | -     | 49.7  | -    |
| Umidità relativa (%)        | -     | -     | -     | -     | -     | -     | -     | -     | -     | -     | -     | 79    | -    |
| Eliofania assoluta (ore)    | -     | -     | -     | -     | -     | -     | -     | -     | -     | -     | -     | -     | -    |
| Venti (dir.-nodi)           | SSW - | WNW - | WNW - | WNW - | WNW - | WNW - | WNW - | WNW - | WNW - | WNW - | WNW - | SSW - | --   |

In gennaio la temperatura media minima e massima registrata a Roma è di 1.9 °C e 12.2 °C, a Grottaferrata (329 metri slm) si registrano 3.4 °C e 11.2 °C, a Velletri (352 metri) 3.8 °C e 10.6 °C e a Colonna 2.5 °C e 12.6 °C. Le temperature di Santa Maria delle Mole non differiscono da quelle degli altri Castelli citati.
D'estate invece Velletri e Colonna registrano una massima di 31 °C, simile a Roma Urbe, e Grottaferrata 29.7 °C, non diversamente da Santa Maria.
La distribuzione annuale della piovosità è inferiore ai 1000 mm e in media compresa tra i 700 e i 900 mm. Ai Colli Albani si presenta il fenomeno detto stau, che consiste nella riduzione del vapore acqueo nelle nuvole man mano che il terreno si alza. Perciò la piovosità maggiore si avrà sulle prime alture dei Colli Albani, rivolte verso il mare, verso sud sud-ovest, e la minore verso nord.
Normalmente la zona è battuta da venti di Scirocco e Libeccio, ma talvolta compare anche il Ponente. Durante l'inverno invece si ha la presenza di Tramontana e Grecale, il primo proveniente dalla vasta pianura dell'Agro Romano, nel quale Santa Maria si estende.
- Classificazione climatica: zona D, 1919 GR/G.

### Territorio
Santa Maria delle Mole si è sviluppata nella zona dell'Agro Romano ai piedi dei Colli Albani. Il territorio è in massima parte pianeggiante, eccetto alcuni piccoli rilievi come il Colle della Falcognana.
Santa Maria si trova nei pressi dello scalo aeroportuale di Ciampino ed è sorvolata da una media di circa 180 aerei ogni giorno, con punte di oltre 200 nel periodo estivo. La popolazione si è organizzata a partire dal 2005 per chiedere una consistente riduzione del traffico aereo che è accusato di provocare un elevato inquinamento ambientale dovuto agli scarichi di cherosene, un grave rischio per la sicurezza a causa delle rotte di decollo che sorvolano case e scuole a poche decine di metri d'altezza e un rumore assordante che provoca danni a circa 7.000 persone (come certificato dallo studio ufficiale CRISTAL); tuttora non esiste nessuna centralina di monitoraggio delle polveri sottili.

#### Idrografia
Nel territorio della II circoscrizione scorrono alcuni corsi d'acqua di piccola portata, denominati fossi o marane:
- Fosso di Fiorano: originato a 151 metri s.l.m. in località Cava dei Selci, attraversa poi la via Appia e scorre sotto Santa Maria delle Mole, in prossimità dell'antica Mugillae (111 metri s.l.m.), e poi in comune di Roma presso l'altura di Fiorano ad una quota media di 90 metri s.l.m., parallelamente all'acquedotto della Barbuta che serve Ciampino in direzione N;
- Fosso delle Scopette: parte dalla località Boscare sulla via Nettunense a quota 126.5 metri s.l.m., poi prosegue circa un chilometro verso E e prende nome di Fosso di Fioranello all'interno del comune di Roma;
- Fosso della Giostra: trae origine da Colle Granato, altura a 156.2 metri s.l.m. ai margini meridionali della II circoscrizione, e poi si dirige in direzione E verso la Falcognana in comune di Roma.

In prossimità dell'abitato, adiacente alla linea ferroviaria, esistono una sorgente acquifera e una sorgente sulfurea che caratterizza l'odore di una parte del territorio circoscrizionale tra Santa Maria e Cava dei Selci, a cavallo della via Appia.
La falda acquifera di Santa Maria delle Mole è collegata a quella del Lago Albano, e vi attingono molti pozzi di abitazioni. A Santa Maria è presente un depuratore delle acque di scarico, convogliate allo stesso Lago Albano. Tuttavia, la capacità massima di questo depuratore è inferiore alla reale quantità da trattare: perciò il comune e l'assessorato all'Ambiente della Provincia di Roma stanno prendendo in considerazione il potenziamento della struttura a beneficio delle acque lacustri.

## Origini del nome
Il toponimo di Santa Maria delle Mole nasce dalla composizione di Santa Maria, in onore della Vergine Maria patrona del centro abitato, e delle Mole, dalle mole che sorgevano nel luogo, alimentate dalle acque del fosso di Fiorano e dalle sorgenti presenti in loco.
È consuetudine ritenere che il nome provenga dal ritrovamento, effettuato in origine, di una piccola statua raffigurante la Madonna e di una coppia di mole. La statua e le mole sono state conservate a lungo in un piccolo spazio recintato nei pressi del semaforo all'incrocio di Viale della Repubblica con la Via Appia Nuova. Attualmente sono poste in bella vista al centro di piazza Sandro Sciotti.

## Storia
Poco distante dall'attuale abitato probabilmente sorgeva un antichissimo abitato latino, Mugillae, di cui resterebbero pochi ruderi su un'altura in prossimità della Falcognana. A ridosso dell'odierna Santa Maria, dove sorge la località di Frattocchie, si trovava la città romana di Bovillae, che decadde nel corso dell'Impero nonostante la presenza dell'Appia.
Con la decadenza della Via Appia la zona decade lentamente, anche se i Savelli installano forse al bivio con la Via Nettunense una loro chiesina, che in breve decade anch'essa.
Nel XVII secolo il cardinal Girolamo Colonna si fece costruire la Villa della Sirena lungo l'Appia, oggi di proprietà dei padri trappisti insediati nel luogo nel 1929.  La villa trae nome da una statua di sirena rinvenuta nei lavori e collocata sul portale della tenuta. Altri ritrovamenti furono un sepolcro con scene di resurrezione, colonnine e pezzi di un ciborio appartenente ad una chiesina paleocristiana, addirittura una catacomba di cui poi si è persa l'ubicazione.
Negli anni trenta sull'orario delle Tranvie dei Castelli Romani della STEFER è riportata una fermata, situata fra Santa Maria delle Mole e Cava dei Selci, che viene indicata come Santa Maria delle Frattocchie.
Solo dalla metà del Novecento la zona inizierà ad essere abitata fiorentemente, e alla pastorizia e viticoltura si sostituirà una massiccia edificazione.
Nel 1994 Santa Maria delle Mole e Frattocchie si sono proclamate comune autonomo rispetto a Marino col nome di Bovillae, venendo però subito dopo riaccorpate al comune di Marino.

## Società

### Religione
La religione più professata a Santa Maria delle Mole è il Cristianesimo nella confessione cattolica. Una sola è la parrocchia che include tutto il territorio alla sinistra della via Appia, ed è intitolata alla Natività della Beata Maria Vergine. I fedeli battezzati sono circa 12.000.

## Geografia antropica

### Urbanistica
Lo sviluppo urbano di Santa Maria delle Mole si articola obliquamente rispetto alla via Appia lungo viale della Repubblica. L'assesto urbanistico di Santa Maria, fondamentalmente, è dovuto al piano regolatore generale del 1979, anche se gran parte delle opere previste da quel piano sono rimaste inattuate, mentre l'edificazione ha seguito sostanzialmente l'originaria conformazione dei terreni - i confini delle proprietà -.
Il nuovo piano regolatore nel 2000, modificato nell'attuale assetto nel 2004, ha previsto importanti aree edificabili a ridosso dell'abitato, come ad esempio nell'area del Divino Amore - per la parte marinese, confinante con la zona urbanistica romana di Castel di Leva, in cui si trova l'omonimo santuario mariano -, su cui è in corso una decennale battaglia legale e politica tra favorevoli all'urbanizzazione e favorevoli all'ampliamento su quella zona del Parco Regionale dell'Appia Antica.

## Monumenti e luoghi d'interesse

### Architetture religiose
- Parrocchiale della Natività di Maria Vergine

#### Edicole sacre
Edicola della Madonna delle Mole. Recente immagine raffigurante la Madonna patrona ed eponima -cioè da cui è derivato il nome- della popolosa frazione, che si trova in piazza Sandro Sciotti.

### Fortificazioni, palazzi e ville
- Tor Leonardo

### Resti archeologici
- Via Appia Antica
- Mugillae

### Ambiente
- Parco Regionale dell'Appia Antica
- Parco della Pace
- Parco Giovanni Falcone
- Parco Lupini (già Spigarelli)

## Cultura

### Feste e sagre
- Festa della Natività della Vergine Maria, la seconda domenica di settembre. In concomitanza con la festa religiosa, a Santa Maria delle Mole viene organizzata una fiera.

## Infrastrutture e trasporti

### Ferrovie
Santa Maria delle Mole è attraversata dal 1863 dalla linea ferroviaria Roma-Velletri. Originariamente la stazione con nome Frattocchie era l'attuale Casabianca, dapprima territorio di Marino e dal 1974 territorio di Ciampino. In seguito venne aperta l'odierna stazione, in prossimità dell'abitato. La stazione, dotata di un unico binario e di scarse infrastrutture, consente il passaggio di un treno ogni 60 minuti in direzione Velletri e di un treno ogni 60 minuti in direzione Roma Termini, tranne un lieve incremento nella fascia mattutina, nonostante un enorme afflusso di passeggeri. Intorno a mezzanotte il servizio è sospeso a favore di un servizio navetta.
Santa Maria delle Mole è stata anche attraversata dalla Tramvie dei Castelli Romani, gestita dalla STEFER, con collegamenti per Albano Laziale e Roma (direttrice Appia). La linea transitava in sede propria tra la via Appia e la località Cava dei Selci, per poi ritornare in sede stradale nei pressi di Frattocchie su via del Sassone. Il terrapieno che ospitava la linea fu in parte sbancato a fine anni ottanta per la costruzione del Palaghiaccio.

## Amministrazione
Santa Maria delle Mole, assieme a Cava dei Selci, costituisce la II circoscrizione del comune di Marino.
L'amministrazione della circoscrizione è regolamentata dal Regolamento Comunale delle Circoscrizioni, approvato dal Consiglio comunale di Marino il 9 gennaio 1992, con delibera n° 6. Prima di allora erano in funzione i Consigli di Frazione.

## Sport

### Atletica leggera
- Amici Parco Castelli Romani.[8]

### Calcio
- A.S.D. Santa Maria Delle Mole (colori sociali Bianco Blu) che, nel campionato 2019-20, milita nel campionato maschile di Promozione.[9]

### Impianti sportivi
L'impianto sportivo più importante è quello del Palaghiaccio, sito in località Cava dei Selci, sulla destra della via Appia, una delle strutture più importanti di questo genere nonché l'unico Palaghiaccio dei Castelli Romani. Il Palaghiaccio, che occupa oltre 10.000 m² di superficie, concepito con le tecnologie più avanzate disponibili, si offre per una vasta gamma di attività, dal pattinaggio ai concerti.
Dal 1970 è operativo un centro sportivo, il GREEN HOUSE dotato di piscina, e di due campi da tennis, quattro campi da calcetto, uno da calciotto, un campo da beach volley, 3 palestre e centro benessere. Attiguo al centro un'area giochi per bambini, il GREEN ISLAND, 2500 m2 al coperto con gonfiabili.